# Кампо (Казерта)
Кампо (итал. Campo) је насеље у Италији у округу Казерта, региону Кампанија.
Према процени из 2011. у насељу је живело 37 становника. Насеље се налази на надморској висини од 321 м.